# Larix
Larix (geralmente designado como alerce, larício, lariço ou larice) é um género de coníferas pertencentes à família Pinaceae, ordem Pinales.

## Espécies
Existem cerca de 10 a 14 espécies. Na lista que se segue, as espécies que aparecem marcadas com '*' não são aceites por todos os autores como espécies distintas. No passado, o tamanho dos ramos da copa era geralmente utilizado para dividir o género em duas secções (a secção Larix com ramos curtos e a secção Multiserialis com ramos longos). Contudo, a evidência genética (Gernandt & Liston 1999) não suporta tal divisão, apontando, por sua vez para uma divisão genética entre as espécies do Velho Mundo e as do Novo Mundo, considerando-se o tamanho dos ramos como meras adaptações das espécies às condições climáticas.
Existem dez espécies aceitas de lariço subdivididas com base nas investigações filogenéticas mais recentes
Velho Mundo
- Larix decidua (ou Larix europaea) - Lariço-europeu. Montanhas da Europa central.
- Larix gmelinii (ou Larix dahurica ou Larix principis-rupprechtii) - Lariço-de-Gmelini. Planícies da Sibéria oriental, montanhas da China setentrional (Shanxi, Hebei).
- Larix griffithii (ou Larix griffithiana). Lariço-do-himalaia. Montanhas a oriente dos Himalaias
- Larix kaempferi (ou Larix leptolepis) - Lariço-japonês. Montanhas do centro do Japão.
- Larix mastersiana Montanhas da China ocidental.
- Larix potaninii. Montanhas no sudoeste da China (Sichuan, Yunnan norte).
- Larix sibirica - Lariço-siberiano. Planícies da Sibéria ocidental.

Novo Mundo
- Larix laricina - Lariço-americano. Planícies setentrionais da América do Norte.
- Larix lyallii- Lariço-subalpino. Montanhas a noroeste dos Estados Unidos e sudoeste do Canadá, a grandes altitudes.
- Larix occidentalis - Lariço-ocidental. Montanhas a noroeste dos Estados Unidos e a sudoeste do Canadá, a baixas altitudes.

A maioria das espécies, se não todas, podem dar origem a híbridos em cultivo; o híbrido mais conhecido é o Larix x marschlinsii (ou Larix x eurolepis, ainda que o nome seja impróprio), surgido simultaneamente na Suíça e na Escócia pelo cruzamento de Larix decidua e Larix kaempferi, por estarem plantados próximos.
1. ↑  «lariço | Infopédia»
2. ↑  «The Plant List - species in Larix». Royal Botanic Gardens, Kew. 2013. Consultado em 23 de Abril de 2021 Parâmetro desconhecido |endereço= ignorado (ajuda)